# 이택주
이택주(李宅柱, 1920년 9월 25일 ~ 1950년 9월 27일)는 구 조선의 왕족이자 일제강점기의 조선귀족으로, 대한민국 사람이다. 본관은 전주, 본적은 경성부 종로구 관철동이며 경성부(현재의 서울특별시) 출신이다.
전계대원군 가문의 장손 이해승의 셋째 아들로 태어나 은언군 가문의 장손 이완용의 장남 이해만이 자녀 없이 일찍 죽어, 고교 재학 중 그의 사후 양자로 입양되고 동시에 은언군 가문의 장손 이완용의 상속인이 되었다. 자작위를 습작하였으며, 1941년 11월 육군 지원병 모집 당시에 자작 신분으로 지원했다. 해방 후 1949년 반민특위에 제소되기도 하였다.

## 생애

### 출생과 가계
원래는 선조의 생부 덕흥대원군의 후손으로, 하원군 이정의 13대손이며 밀산군 이찬의 10대손이 된다. 원래는 철종, 고종과는 촌수가 멀었지만, 이택주의 할아버지 풍선군 이한용이 청안군 이재순의 양자로 입양되었다. 생부 이해승 역시 월산대군가문의 후손으로 덕흥대원군가문에 입양되었던 군수 이건용(李建鎔)의 아들인데, 풍선군 이한용이 아들 없이 요절하면서 양자로 입양되었다.
그는 생부인 전계대원군가 봉사손 후작 이해승의 셋째 아들로 태어났지만 은언군가 봉사손  이완용의 적자 이해만은 아들 없이 사망했다. 그는 1936년 12월 11일 자작 이완용(李完鎔, 이택주의 할아버지)의 장남인 이해만(李海滿)의 사후 양자로 입양되었다. 당시 양조부 이완용은 생존하고 있었다. 양조부 이완용 역시 원래는 덕흥대원군의 후손으로 덕흥대원군의 12대손, 밀산군의 9대손인 이재경의 아들이었다.

### 일제 강점기 활동
경성제일고등보통학교에 재학 중이던 1937년 5월 1일 자신의 양 할아버지였던 이완용(李完鎔)이 받은 자작 작위를 승계받았으며 1940년 10월 1일 일본 정부로부터 종5위에 서위되었다. 1940년 11월 10일 일본 정부로부터 기원 2600년 축전 기념장을 받았다.
1941년 11월 육군 지원병 모집 당시에 자작 신분으로 지원했으며 1942년 6월 육군지원병 훈련소에 입소했다. 당시 창씨개명을 사용하지 않고 1942년 무렵까지도 그는 본 이름을 그대로 사용했다. 창씨개명하지 않은 사유는 알 수 없다. 1945년 광복 이후의 행적은 미상이다.

### 광복과 최후
대한민국 정부 수립 이후의 행적은 미상인데, 1949년 반민족행위특별조사위원회에 체포되었지만 그 뒤 불기소 처분을 받았다. 1950년 6.25 전쟁 중 사망하였는데, 사망 장소와 정확한 사망 원인은 미상이다. 이 무렵 그의 생부 이해승 역시 실종되었다.

### 사후
묘소는 미상이다.
아들 이우석은 일찍 사망하였다. 다른 아들 이우용은 6.25 전쟁 중 은언군 일가의 묘소가 분실된 후 남아있던 훼손된 은언군 내외의 묘비를 절두산 천주교 순교성지에 기증하였다.
민족문제연구소의 친일인명사전 수록자 명단의 수작/습작 부문, 친일반민족행위진상규명위원회가 발표한 친일반민족행위 705인 명단에 포함되었다.

## 가족 관계
양조부 이완용은 대한제국 순종 때의 총리대신을 지낸 이완용과는 동명이인이다.
- 양부 : 이해만(李海滿)

- 친부 : 청풍군 이해승
- 친모 : 청송 심씨
  - 형 : 이완주(李完柱, 1908년 - 1943년), 그레이트 힐튼 호텔 이우영(李愚英)의 아버지
  - 동생 : 이영주(李寧柱, 해방 후 낙선재 비서실장 역임)

- 부인 : ?
  - 아들 : 이우석(? ~ ?)
    - 손자 : 이성기(1968년 ~)

  - 아들 : 이우용
- 친조부 : 이건용(李建鎔), 덕흥대원군의 13대손 (양손, 실제로 월산대군의 16대손)

## 참고 자료
- 친일반민족행위진상규명위원회 (2009). 〈이택주〉. 《친일반민족행위진상규명 보고서 Ⅳ-14》. 서울. 624~627쪽.